# Incidente ferroviario di Caluso
L'incidente ferroviario di Caluso fu uno scontro fra treni avvenuto il 10 giugno 1992 sulla linea ferroviaria Chivasso-Ivrea-Aosta.

## Storia
Il 10 giugno 1992, alle ore 15:22, il treno diretto proveniente da Torino e diretto ad Aosta, dopo essere transitato alla velocità di circa 70 km/h dalla stazione di Caluso si scontrò, circa 150 m dopo, con il treno locale da Aosta fermo all'uscita della galleria Caluso in attesa della via libera.
L'urto fu molto violento: la carrozza di testa si impennò contro la locomotiva del treno locale e, perso il carrello anteriore, impattò contro il portale della galleria, mentre le restanti carrozze si incastrarono l'una contro l'altra.
Rimasero uccisi il macchinista e cinque passeggeri che si trovavano nelle carrozze. I vigili del fuoco intervenuti dovettero tagliare molte delle lamiere contorte per estrarre i corpi delle vittime e i feriti i quali vennero portati negli ospedali di Torino, Ivrea e Chivasso.

## I treni coinvolti
- Treno diretto n. 2449, partito da Torino alle ore 14:20 e diretto ad Aosta. Composizione: carrozze medie distanze e locomotiva in coda[3].
- Treno locale n. 10370 partito da Aosta alle ore 13:05 e diretto a Chivasso (arrivo d'orario a Caluso alle 14:51)[3].

## Indagini
L'inchiesta avviata si presentò difficile. La linea tra Chivasso e Aosta era gestita dal Genio ferrovieri e, pur essendo dotata di blocco elettrico manuale e ACEI, era stata soggetta a diversi guasti a causa di forti intemperie le cui riparazioni si erano dilungate. Nella stazione di Caluso sarebbe dovuto avvenire l'incrocio fra i due treni e il treno locale, in ritardo, era stato fermato al segnale di protezione. Il treno diretto, che non aveva fermata prevista d'orario a Caluso, avrebbe dovuto essere fermato in stazione per procedere all'incrocio, ma proseguì la corsa a piena velocità fino all'impatto.
Una perizia tecnica non dissipò tutti i dubbi sull'operato dei capistazione. A causa dei guasti agli apparati elettrici la circolazione si era svolta a regime telefonico, con dispacci registrati. I treni viaggiavano quindi con vari ritardi; i conseguenti spostamenti di incrocio generarono l'errore umano che portò alla tragedia .
Le indagini del procuratore di Ivrea, Bruno Tinti, attribuirono le cause del disastro a una serie di errori commessi dai due capistazione militari di Caluso e Candia Canavese.
Nel febbraio del 1994 venne emessa la sentenza di condanna a due anni di reclusione per i due caporalmaggiori del Genio ferrovieri; il presidente del tribunale, Franco Boggio, ordinò un supplemento di indagine per accertare eventuali responsabilità da parte di terzi.